# Norbert Nachtweih
Norbert Nachtweih (* 4. Juni 1957 in Sangerhausen) ist ein ehemaliger deutscher Fußballspieler, der sowohl in der DDR-Oberliga als auch Fußball-Bundesliga Spiele in der höchsten nationalen Klasse bestritt. Anschließend wurde er Trainer.

## Sportliche Laufbahn

### Gemeinschafts-, Club- und Vereinsstationen

#### Start in der DDR und Flucht in die Bundesrepublik
Norbert Nachtweih erlernte als Sechsjähriger das Fußballspielen bei der BSG Motor Sangerhausen und durchlief danach die Nachwuchsabteilungen der beiden Betriebssportgemeinschaften Traktor Polleben und Mansfeld-Kombinat Eisleben. 1971 wurde das Talent zu einem der im DDR-Fußball besonders geförderten Fußballclubs, dem Halleschen FC Chemie, delegiert. Für diesen bestritt Nachtweih Mitte der 1970er-Jahre 35 Spiele in der höchsten Spielklasse und erzielte dabei zwei Tore.
Am 16. November 1976 nutzte er während der Qualifikation zur U-21-EM die Gelegenheit des Spiels der DDR gegen die Türkei in Bursa, um sich gemeinsam mit seinem Mannschaftskameraden Jürgen Pahl nach der Begegnung aus dem Hotel abzusetzen und über Istanbul mit Hilfe der türkischen Behörden und des deutschen Konsulates nach München auszureisen. Pahl und Nachtweih entschieden sich zum Gang in die Bundesrepublik Deutschland nicht aus politischen, sondern wirtschaftlichen Gründen.

#### Bundesliga und Ausland
Von 1978 bis 1982 war Nachtweih als Mittelfeldspieler für den Bundesligisten Eintracht Frankfurt aktiv. Kritisiert wurde er in Frankfurt in der Anfangszeit von seinem Trainer Gyula Lóránt, der Nachtweih ein ausschweifendes Privatleben vorwarf und ihm den Spitznamen „Nachtfalter“ gab. Nachtweih sagte, er und Pahl hätten sich während der 14-monatigen Spielsperre, die ihnen nach der Flucht routinemäßig von der FIFA auferlegt worden war, ausgetobt. Sein Debüt erfolgte am 4. März 1978 (28. Spieltag) beim 2:0-Heimsieg gegen den VfB Stuttgart, gefolgt von vier weiteren Spielen bis Saisonende. In der Folgesaison gelang ihm am 17. März 1979 (23. Spieltag) beim 2:1-Heimsieg gegen Werder Bremen mit dem zwischenzeitlichen 2:0 auch sein erstes Tor.
Von 1982 bis 1989 – in der letzten Saison als Abwehrspieler – war er beim FC Bayern München unter Vertrag. In den 202 Erstligaspielen für den damals zum Rekordmeister avancierenden Club aus der bayerischen Landeshauptstadt gelangen ihm 20 Treffer.
Danach wechselte er zum französischen Erstligisten AS Cannes, für den er von 1989 bis 1991 in 43 Ligaspielen eingesetzt wurde und zwei Tore erzielte. Im Team von Cannes spielte er mit dem damals nicht einmal zwanzigjährigen Zinédine Zidane, dessen legendäre Karriere noch bevorstand.
Zur Bundesliga-Saison 1991/92 kehrte Nachtweih zur Eintracht zurück, absolvierte dort noch drei Liga- und zwei UEFA-Pokal-Spiele und wechselte im Winter zum Zweitligisten SV Waldhof Mannheim. Bis zum Ende seiner Profikarriere 1996 bestritt er 127 Zweitligaspiele für die Waldhöfer und erzielte zehn Tore.
Von 1998 bis Dezember 1999 spielte Nachtweih für den FC Sportfreunde Schwalbach in der Landesliga Hessen Mitte, danach lief er zeitweise für die 2. Mannschaft der SG Oberliederbach in der Kreisliga B Main-Taunus-Kreis auf.

### Auswahleinsätze
In den Jahren 1974 und 1975 war Nachtweih Mitglied der DDR-Juniorennationalmannschaft, für die er sieben Länderspiele bestritt. Beim UEFA-Juniorenturnier, der inoffiziellen Europameisterschaft dieser Altersklasse, kam die ostdeutsche U-18 mit Nachtweih 1975 in der Schweiz nicht über die Vorrunde hinaus. Im Mai 1976 wurde das Talent bereits in einer Partie der DDR-B-Elf aufgeboten.
In der 2. Jahreshälfte 1976 setzten die Verbandstrainer den HFC-Akteur in vier Länderspielen der U-21-Auswahl ein. Nach dem Qualifikationsspiel zur Nachwuchseuropameisterschaft 1978 am 16. November 1976 gegen die Türkei floh er gemeinsam mit Jürgen Pahl in die Bundesrepublik. Daraufhin wurde er von der FIFA mit der obligatorischen, rund ein Jahr währenden Spielsperre belegt. Obwohl Nachtweih zu den besten deutschen Fußballspielern der 1980er-Jahre gehörte, blieb ihm eine Karriere in der A-Nationalmannschaft versagt, da er bereits Auswahlspiele für die DDR absolviert hatte und nach dem damaligen Reglement der FIFA nicht mehr für einen anderen Staat spielen durfte.

### Erfolge
- Finalist im Europapokal der Landesmeister 1987 mit dem FC Bayern München
- UEFA-Pokal-Sieger 1980 mit Eintracht Frankfurt
- Deutscher Meister 1985, 1986, 1987, 1989 mit dem FC Bayern München
- DFB-Pokal-Sieger 1981 mit Eintracht Frankfurt, 1984 und 1986 mit dem FC Bayern München
- DFB-Supercup-Sieger 1982 (inoffiziell), 1987 mit dem FC Bayern München

## Trainerlaufbahn
Nach seiner Laufbahn als Spieler war Norbert Nachtweih unter anderem als Trainer für den SV Bernbach und den FK Pirmasens (zuerst A-Jugend, dann Oberliga-Mannschaft) tätig. Gegenwärtig ist er Trainer beim JFC Frankfurt und zudem für die Fußballschule von Eintracht Frankfurt tätig. Außerdem spielt er regelmäßig für die Traditionsmannschaft von Eintracht Frankfurt.

## Veröffentlichungen
- mit Mathias Liebing:  Zwischen zwei Welten. Meine deutsch-deutsche Fußballgeschichte. Edel Sports, Hamburg 2024, ISBN 978-3-98588-091-1